# Enicospilus aepulus
Enicospilus aepulus là một loài tò vò trong họ Ichneumonidae.